# Proctoporus sucullucu
Proctoporus sucullucu — вид ящірок родини гімнофтальмових (Gymnophthalmidae). Ендемік Перу.

## Поширення і екологія
Proctoporus sucullucu мешкають в Перуанських Андах, в регіонах Куско, Апурімак, Аякучо і Пуно. Вони живуть у високогірних чагарникових заростях та на високогірних луках, під камінням. Зустрічаються на висоті від 2880 до 4098 м над рівнем моря. Живляться переважно комахами. Самиці відкладають 2 яйця.